# Bataille du château d'Itter
Seconde Guerre mondiale
La bataille du château d'Itter a opposé à la fin de la Seconde Guerre mondiale, d'un côté, des troupes américaines aidées par des soldats de la Wehrmacht et par des personnalités politiques françaises détenues dans cette forteresse autrichienne et qui venaient d'être libérées, et de l'autre, des éléments de la Waffen-SS. En raison principalement de l'alliance improbable à laquelle elle a donné lieu, la bataille est dite « la plus étrange » de la Seconde Guerre mondiale.

## Contexte
À la fin de 1940, le château d'Itter a été officiellement loué par le gouvernement allemand auprès du propriétaire Franz Grüner puis réquisitionné à partir du 7 février 1943 par le lieutenant général SS Oswald Pohl sur ordre d'Heinrich Himmler. Le 25 avril 1943, le château est inauguré en tant que camp annexe du camp de concentration de Dachau pour y loger des prisonniers de guerre importants pour le Reich, principalement français. Parmi les prisonniers, il y avait  la résistante Marie-Agnès Cailliau, sœur aînée de Charles de Gaulle, le résistant François de La Rocque, le syndicaliste Léon Jouhaux, le joueur de tennis Jean Borotra et quatre des inculpés au procès de Riom : les anciens présidents du conseil Édouard Daladier et Paul Reynaud, et les généraux Maurice Gamelin et Maxime Weygand.

## Bataille

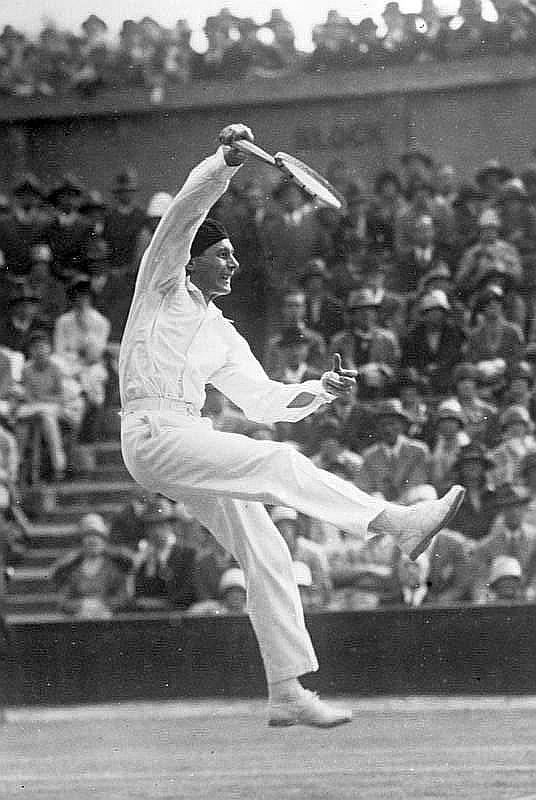
Jean Borotra, célèbre champion de tennis français, surnommé « le Basque volant »

Le 3 mai 1945, Zvonimir Čučković, un membre de la résistance communiste yougoslave, prisonnier politique à Dachau dont dépendait le château d'Itter et qui travaillait à l'entretien de la prison, quitte le château sous prétexte de faire une course pour le commandant de la prison, Sebastian Wimmer. Čučković portait avec lui une lettre en anglais demandant l'aide des Alliés qu'il devait donner au premier soldat américain qu'il rencontrerait.
La ville de Wörgl située à 8 kilomètres dans les montagnes étant toujours occupée par les troupes allemandes, Čučković suit la vallée de la rivière Inn en direction d'Innsbruck, distante de 64 -km. Tard dans la soirée, il atteint la périphérie de la ville et rencontre un groupe d'avant-garde du 409e régiment d'infanterie de la 103e division d'infanterie américaine du 6e Corps US et leur transmet le message des prisonniers du château. Cette avant-garde est incapable d'opérer un sauvetage mais promet à Čučković une réponse de leur quartier général au matin du 4 mai.
À l'aube, un blindé est dépêché vers le château mais est arrêté par des bombardements juste après Jenbach, à mi-chemin d'Itter, puis rappelé par des supérieurs pour suivre la 36e division américaine à l'est. Seules deux jeeps de personnel auxiliaire continuent leur route pour rejoindre le château.
Après le non-retour de Čučković et la mort dans la prison du commandant de Dachau Eduard Weiter, venu s'y  réfugier, dans des circonstances suspectes le 2 mai, Wimmer craint pour sa propre vie et abandonne son poste. Les gardes SS-Totenkopfverbände quittent le château peu de temps après, les prisonniers en prenant le contrôle et s'équipant avec les armes abandonnées.
N'ayant pas appris le résultat de la mission de Čučković, les responsables de la prison acceptent l'offre d'un cuisinier tchèque, Andreas Krobot, de se rendre à Wörgl le 4 mai à la mi-journée, dans l'espoir d'obtenir de l'aide. Écrivant une note similaire à celle de Čučković, ils réussissent à contacter la résistance autrichienne dans cette ville, qui a été récemment abandonnée par les forces de la Wehrmacht mais réoccupée par des troupes de la Waffen-SS. Ils sont emmenés au commandant Josef Gangl, commandant des restes d'une unité de soldats de la Wehrmacht qui a eu pour ordre de battre en retraite mais qui, au contraire, s'est mise à la tête de la résistance locale.
Gangl cherche à maintenir la position de son unité dans la ville pour protéger les résidents locaux contre les représailles des SS. Les loyalistes nazis tirent sur n'importe quelle fenêtre affichant un drapeau blanc ou autrichien, et exécutent sommairement des hommes considérés comme possibles déserteurs.
À peu près au même moment, une unité de reconnaissance de quatre chars Sherman du 23e bataillon de chars, de la 12e division blindée du XXIe corps américain, sous le commandement du capitaine John C."Jack" Lee, atteint Kufstein, en Autriche, à 13 km au nord. Là, sur la place de la ville, le bataillon de Lee ralentit en attendant que la 12e soit relevée par la 36e division d'infanterie. Gangl demande à Lee de les aider et n'hésite pas à se porter volontaire pour mener la mission de sauvetage. Le capitaine Lee obtient immédiatement la permission de son QG.
Après une reconnaissance personnelle du château avec Gangl dans le Kübelwagen du major, Lee quitte deux de ses chars mais en réquisitionne cinq de plus et a le soutien du 142e régiment d'infanterie ainsi que du 36e. En route, Lee est contraint de renvoyer les renforts quand un pont s'avère trop étroit. Laissant derrière lui un de ses chars pour garder le pont, il continue accompagné seulement de 14 soldats américains, de Gangl, et d'un chauffeur, ainsi que d'un camion transportant dix anciens artilleurs allemands. À 6 km du château, ils défont un groupe de soldats SS qui tentent d'établir un barrage routier.
Pendant ce temps, les prisonniers français ont demandé à un officier SS, Kurt-Siegfried Schrader, avec lequel ils se sont liés d'amitié à Itter pendant sa convalescence de blessures, de prendre en charge leur défense. Lors de l'arrivée de Lee au château, les prisonniers accueillent chaleureusement la force de sauvetage, mais sont déçus de sa petite taille. Lee place les hommes sous ses ordres dans des positions défensives autour du château et positionne son tank, Besotten Jenny (« Jenny l'abandonnée »), à l'entrée principale.
Lee ordonne aux prisonniers français de se cacher, mais ils restent dehors et se battent aux côtés des soldats américains et de ceux de la Wehrmacht. Tout au long de la nuit, les défenseurs sont harcelés par une force de reconnaissance envoyée pour évaluer leur force et sonder la forteresse à la recherche de faiblesses. Dans la matinée du 5 mai, une force de 100-150 Waffen-SS  de la 17e division SS Götz von Berlichingen lance une attaque. Avant le début de l'assaut principal, Gangl a pu téléphoner à Alois Mayr, le chef de la résistance autrichienne à Wörgl, et demander des renforts. Seuls deux autres soldats allemands sous son commandement et un jeune membre de la résistance autrichienne, Hans Waltl, peuvent être récupérés pour les aider, ce maigre renfort se rend rapidement au château. Le char Sherman fournit un appui-feu de mitrailleuse jusqu'à ce qu'il soit détruit par un tir allemand d'un canon de 88 mm ; il était occupé à ce moment-là uniquement par un ingénieur cherchant à réparer la radio défectueuse du char. Ce dernier a réussi à quitter le char sans blessure.
Pendant ce temps, au début de l'après-midi, la demande de renfort a finalement atteint le 142e régiment d'infanterie de la 36e division d'infanterie du 21e corps de la 7e armée, qui arrive en renfort sur les lieux. Celle-ci arrive vers 15 h 00 et les SS sont rapidement vaincus et une centaine de SS sont alors capturés. Le major Josef Gangl est le seul mort du côté des défenseurs. Les personnalités françaises sont conduites devant le général  Anthony McAuliffe, commandant de la 101e aéroportée puis au quartier-général du général de Lattre à Lindau, en Bavière, où ce dernier, à la suite d'ordres reçus du gouvernement français, arrêta Borotra et Weygand. Les prisonniers français sont ensuite évacués vers la France où ils arrivent le 10 mai.

## Dans la culture
Le groupe de heavy metal Sabaton raconte cette bataille dans la chanson The Last Battle sur leur album The Last Stand, consacré à différentes batailles « de la dernière chance ».